# Вулиця Полуботка (Броди)
Ву́лиця Павла Полуботка — одна з найстаріших вулиць м. Броди, Львівської області. Починається від вулиці 22 січня, прямує на південь, де  сполучається з вулицею Привокзальною. Прилучається вулиця Полуботка Бічна.

## Історія
Давня історична назва цієї вулиці — За водою, чи За води (Заводи). З боку міста вулиця розташовувалася за каналом, який в описах та на мапах XX століття зветься канал, прорізаний від річки Суховілки. З боку передмістя Старі Броди вона пролягала за широкою заплавою річки Суховілки. Тут, де ще не давно був вигін, а в період радянської влади — планували посадити парк Перемоги, річка Суховілка періодично утворювала велику заплаву. Ця заплава в минулому тягнулася до сусіднього села Смільна, утворюючи непрохідні болота, які в посушливі роки містяни використовували як сінокоси.
Сучасна вулиця — це частина давньої дороги, яка колись вела від міської брами у напрямку Львова та мала чимало відгалужень. У часописі «Газета Брідська» за 1896 рік, де автор — «кореспондент з Юридики» — з іронією висвітлюючи міське життя, його проблеми, звертається до міської влади:
«А може б Суховилку вичистили? Їй-Богу, час найвідповідніший! Недавно топився в її болоті улан з другого ескадрону і був би бідака от-от  потрапив межи благословенних, коли б не добродушні мешканці з Заводи. Ціла вулиця рятувала вершника і коня з болота, але витягнули тільки вершника, лише добровільна пожежна сторожа, що прибула на допомогу, зуміла витягти бахмата. Звідси випливає, що на Заводі слабкі люди, не досить що бідняги живуть повітрям — як і три чверті наших городян, — але до того ж повітрям зіпсутим. Яка ж, таким чином, велика їх заслуга щодо врятування захисника вітчизни! Магістрат повинен дати їм субвенцію; буде братія принаймні ліпше пити, ніж до цього часу».
В сухіші роки, коли Суховілка пересихала чи «ховалася» під землю, тут, на Заводі, існувала постійна сажалка — невелика водойма. Сажалку на Заводі згадує у своїй статті «Старі Броди» брідщанин Юліян Чорній. Невеличке озерце він зображає і на накресленому плані, який показує стан міста на 1943 рік. Саме у цій водоймі після приходу наприкінці червня 1941 року німців було втоплено перший в Бродах (і, напевне, один з перших в Галичині) пам'ятник В. Леніну, який відкрили 7 листопада 1940 року у міському парку Райківка. Під час відновлення каналу у 2010 році екскаватор викинув у відвал нижню частину бетонного пам'ятника (від чоботів до пояса). Світлини цього фрагменту зберігаються нині у Бродівському історико-краєзнавчому музеї. 
В радянський час вулиця отримала назву 30-річчя Радянської України. Однак за нею закріпилася й інша, народна, назва — «30 літ без асфальту». Це сталося через те, що вулиця була ґрунтовою і через постійні підтоплення (під час розливу Суховілки та підняття ґрунтових вод) і під час дощів там стояла вода і неможливо були по ній пройти не забруднивши чи навіть не замочивши взуття. Періодично, впродовж якогось часу, при піднятті рівня води в Суховілці та в Дітковецькому потоці, який йшов через урочище Бугаї попід вулицею 22 Січня, весь вигін наповнювався водою і сюди запливало чимало риби, яку із задоволенням ловили місцеві рибалки, особливо діти. В цей час підтоплювало не лише саму вулицю, а й підвали мешканців прилеглих будинків, завдаючи тим самим чималої шкоди. У 2010 році на вигоні було прокопано меліоративний канал, в якому тепер збирається вода, що надходить із Суховілки, і це запобігає підтопленню вулиці Полуботка. А колишня заплава річки Суховілки в наш час інтенсивно забудовується.  
З процесом декомунізації міських назв, у 1991 році вулицю 30-річчя Радянської України було перейменовано на пошану гетьмана Павла Полуботка. 

## Забудова
Вздовж парної частини вулиці, збереглося декілька одноповерхових садиб, збудованих переважно у першій половині XX століття. Серед них одноповерхова садиба збудована у 1904 році на вулиці Павла Полуботка, 28.